# Schönteichen
Schönteichen település Németországban, azon belül Szászország tartományban. Lakosainak száma 2095 fő (2017. december 31.). Schönteichen Bernsdorf és Oßling községekkel határos.

## Népesség
A település népességének változása:

| 2017 | 2 095 |